# Orioncomplex

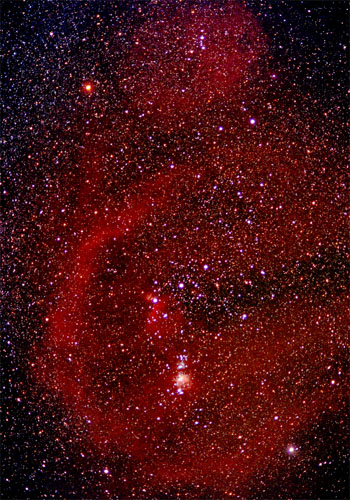
Barnard's Loop in H-alpha licht

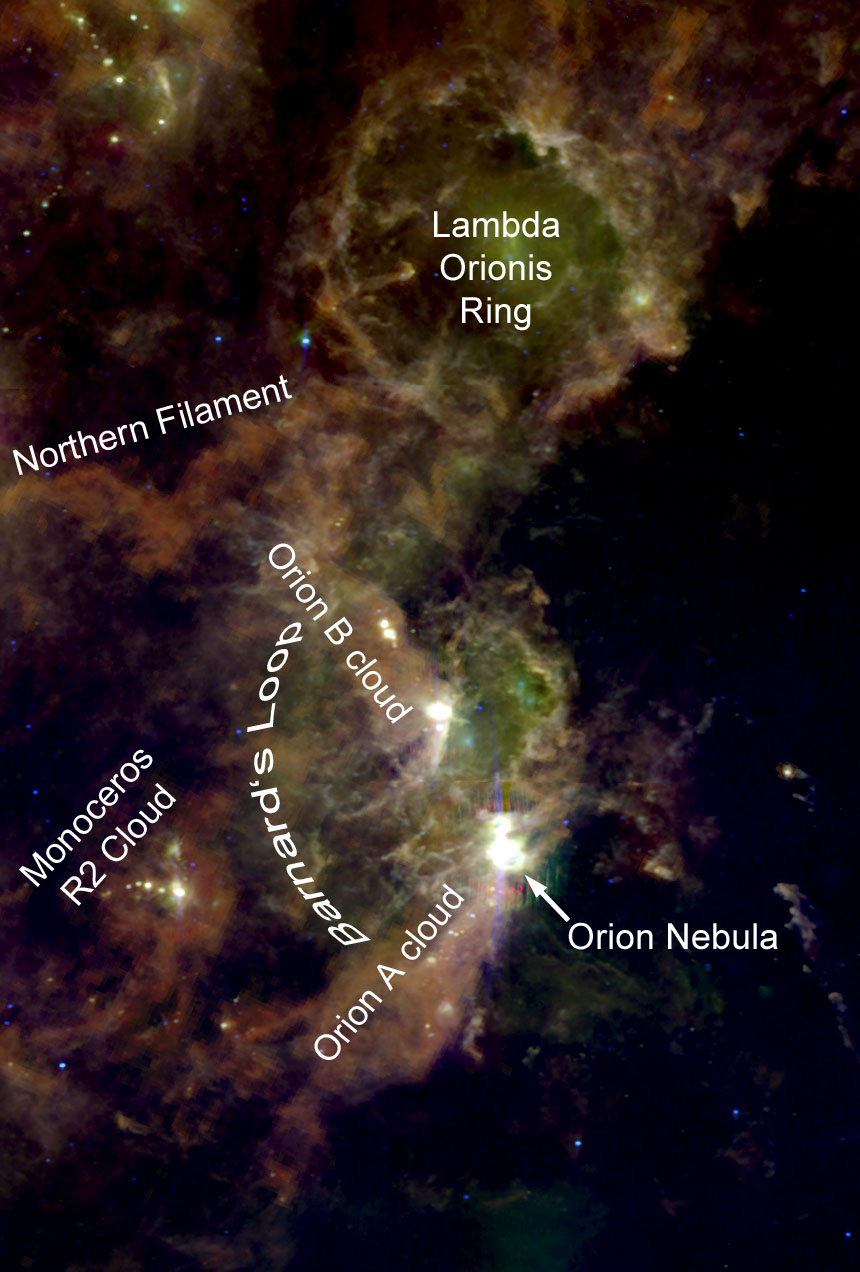
Het Orioncomplex in het ver-infrarood (IRAS)

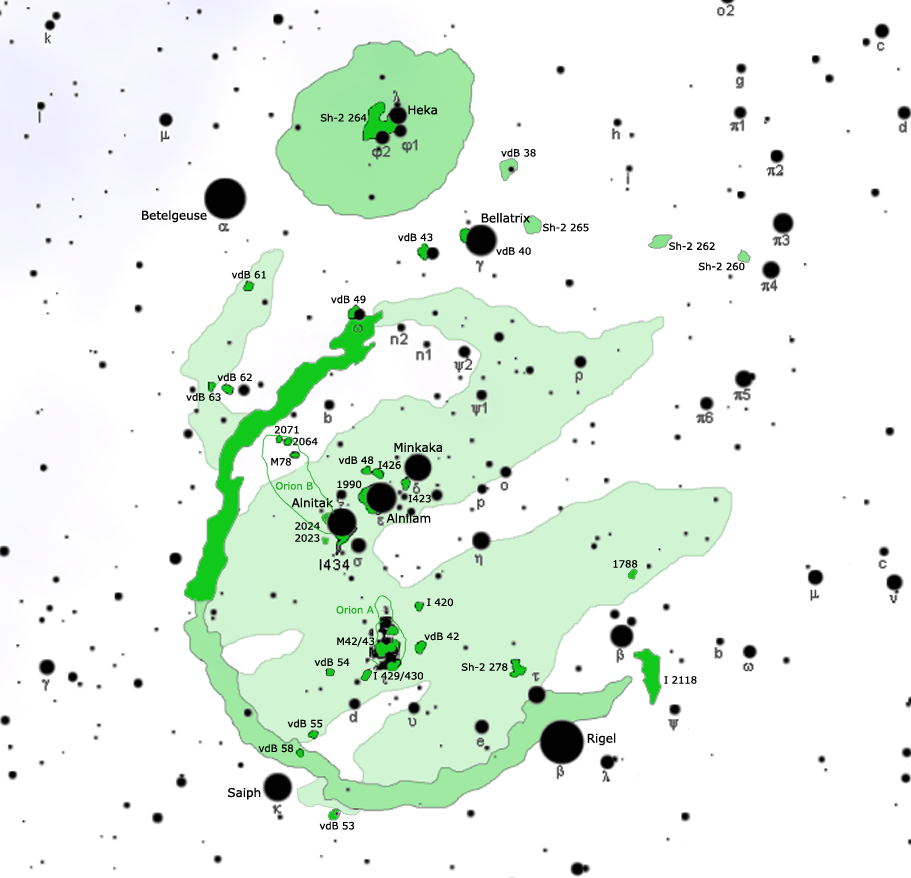
Het Orioncomplex

Het Orioncomplex refereert aan een grote groep heldere nevels, absorptienevels en jonge sterren in het sterrenbeeld Orion. Het complex ligt ongeveer 1500 tot 1600 lichtjaar van de Aarde verwijderd en is honderden lichtjaren breed. Sommige delen van het complex kunnen worden bekeken met verrekijkers of een kleine telescoop. De Orionnevel kan daarentegen zelfs met het blote oog worden waargenomen.
Het is een van de actiefste stervormende regio's die te zien zijn aan de hemel en herbergt moleculaire wolken, H-II-gebieden, reflectienevels, OB associaties, T Tauri sterren, Herbig-Haro-objecten en protoplanetaire schijven.
Rond de Orionnevel zijn 3 moleculaire wolken gesitueerd: OMC-1, OMC-2, en OMC-3 (OMC = Orion Molecular Cloud). In OMC-1 bevinden zich de
actiefste stervormingsgebieden met het Becklin-Neugebauer object (BN-object) en de Kleinman-Low nevel (KL nebula).

## Objecten in het complex
Hieronder staat een lijst met objecten die gelegen zijn in het Orioncomplex:
| Naam             | Soort nevel            | Alternatieve naam    |
| ---------------- | ---------------------- | -------------------- |
| NGC 1788         | reflectienevel         |                      |
| NGC 1973         | emissienevel           |                      |
| NGC 1975         | emissienevel           |                      |
| Orionnevel       | H-II-gebied            | Messier 42, NGC 1976 |
| NGC 1977         | open sterrenhoop       |                      |
| NGC 1980         | emissienevel           |                      |
| NGC 1981         | open sterrenhoop       |                      |
| De Mairans nevel | diffuse nevel          | Messier 43, NGC 1982 |
| Paardenkopnevel  | absorptienevel         | –                    |
| Barnard's Loop   | emissienevel           | Sh 2-276             |
| NGC 1990         | reflectienevel         |                      |
| NGC 1999         | reflectienevel         |                      |
| NGC 2023         | reflectie/emissienevel |                      |
| Vlamnevel        | emissienevel           | NGC 2024, Sh2-277    |
| Messier 78       | reflectienevel         | NGC 2068             |
| NGC 2064         | reflectienevel         |                      |
| NGC 2067         | reflectienevel         |                      |
| NGC 2071         | reflectienevel         |                      |

Verder zijn er vele donkere wolken (die staan in de Lynds' Catalogue of Dark Nebulae; LDN).